# Torreyite
La torreyite  è un minerale.